# Timmy Cappello
Timmy Cappello (* 5. Mai 1955 in Silverlake, New York), auch Tim Cappello genannt, ist ein US-amerikanischer Musiker, hauptsächlich bekannt als Saxophonist. Sein Saxophonspiel ist bei Tina Turners Titeln We Don’t Need Another Hero und One of the Living (Mad Max) sowie I Still Believe vom US-amerikanischen Horrorfilm The Lost Boys zu hören.

## Leben und Karriere
Cappello musiziert auf Tenorsaxophon, Keyboard, Schlagzeug, Gitarre und Harmonika. Er ist außerdem ein Sänger und Komponist. Cappello startete seine Karriere mit Billy Crystal.
Er ging auf Tour mit Peter Gabriel, Eric Carmen, Carly Simon und Ringo Starr. Von 1984 bis 1999 war er ein Mitglied von Tina Turners Band.
Zu seinen privaten Aktivitäten zählen Bodybuilding und Songwriting. Derzeit gestaltet er unterschiedliche Musicalprojekte.